# Marta Vančurová
Marta Vančurová, née le 7 septembre 1948 à Lhotka (Prague), est une actrice tchécoslovaque, puis tchèque.

## Biographie
Après avoir obtenu son diplôme du SVVŠ Budějovická (cs) en 1966, Marta Vančurová est diplômée du DAMU en 1972 et obtient un emploi au Švandovo divadlo na Smíchově (cs). À partir de 1990 elle est membre de la troupe du Théâtre de Vinohrady.
Elle commence à jouer dans des films alors qu'elle est encore étudiante. Son premier rôle est celui de Zdena dans la pièce expérimentale de Jiří Suchý Nevěsta (La Mariée) en 1970. Parmi ses rôles au cinéma les plus célèbres figure Blanka dans la comédie Jáchyme, hoď ho do stroje! (cs) (1974) ou la mère dans la transcription par Karel Kachyňa de la nouvelle d'Ota Pavel (cs) Smrt krásných srnců (La mort du beau cerf) (1986).
Au 19e Festival international du film de Karlovy Vary (du 5 au 18 juillet 1974), elle reçoit le Globe de cristal de la meilleure actrice pour son rôle dans le film Milenci v roce jedna (1973),.

## Filmographie

### Cinéma
- 1970 : Nevěsta de Jiří Suchý : Zdena
- 1970 : Takže ahoj
- 1973 : Milenci v roce jedna de Jaroslav Balík
- 1974 : Jáchyme, hoď ho do stroje! : Blanka
- 1974 : V každém pokoji žena
- 1974 : V každom počasí
- 1976 : Den pro mou lásku : Marie
- 1977 : Stíny horkého léta de František Vláčil : Tereza Baranová
- 1977 : Rusalka
- 1981 : Sluníčko na houpačce
- 1983 : Putování Jana Amose
- 1984 : Cesta kolem mé hlavy
- 1985 : Stín kapradiny
- 1986 : Smrt krásných srnců : la mère
- 1987 : Mág
- 1990 : Jen o rodinných záležitostech
- 1995 : Hotel Woodstock
- 1995 : Má je pomsta
- 1995 : Cesta peklem
- 1997 : Svědectví
- 1999 : Totem, tabu a andělé
- 2004 : Bolero
- 2006 : V tesnej blízkosti
- 2009 : Muži v říji : Pavla
- 2014 : Poslední cyklista (cs) : la mère de Helga / la grand-mère de Klárka / Johana Braunová
- 2018 : Na krátko (cs) : la grand-mère de Jakub

### Télévision
- 1972 : Královna Černá růže, téléfilm
- 1973 : Jana Eyrová, série télévisée : Jana Eyrová
- 1973 : Dítě, téléfilm : la servante de František
- 1973 : Sen noci svatojánské, téléfilm
- 1976 : 30 případů majora Zemana, série télévisée : Sœur Marie
- 1977 : Kytice, série télévisée
- 1978 : Sázka pro dva : Laděny
- 1981–1982 : Tři spory, série télévisée
- 1983 : Tři mušketýři, téléfilm
- 1985 : Synové a dcery Jakuba skláře, série télévisée
- 1988 : Lékaři, téléfilm
- 1989 : Duhová vesnice, téléfilm
- 1989 : Osmý div světa, téléfilm
- 1991 : Zachýsek zvaný Rumělka, téléfilm
- 1991 : Hodina obrany, téléfilm
- 1991 : Hledání v bílém obdélníku, téléfilm
- 1995 : Poutníci, téléfilm
- 1997 : Záhadná paní Savageová, téléfilm
- 1998 : Ex offo, téléfilm
- 2003 : Útěky, téléfilm
- 2004 : Zlatá brána, téléfilm
- 2005 : Rána z milosti, téléfilm
- 2006 : Náves, série télévisée
- 2011 : Čerešňový chlapec, téléfilm

## Crédit d'auteurs
- (cs) Cet article est partiellement ou en totalité issu de l’article de Wikipédia en tchèque intitulé « Marta Vančurová » (voir la liste des auteurs).